# Гримани, Мария Маргерита
Мария Маргерита Гримани (итал. Maria Margherita Grimani; годы активности с 1713 по 1718) — итальянский композитор.

## Биография и творчество
Никаких биографических сведений о Марии Маргерите Гримани не сохранилось. Существует знатный венецианский род Гримани, однако нет доказательств её принадлежности к этому роду. Неизвестно также, девическая это фамилия Марии Маргериты, или фамилия её мужа. Вероятно, в период между 1713 и 1718 годом она жила в Вене, где её произведения, возможно, ставились в Венском придворном театре. Не исключено, что она была одной из канонисс, живших в то время при дворе.
Гримани известна только как композитор, благодаря своим дошедшим до нас произведениям. Одно из них — «Паллада и Марс» (итал. Pallade e Marte), «драматический опус» для двух певцов, исполненный 4 ноября 1713 года, в день именин императора Карла VI. Это было первое произведение оперного характера, исполненное при венском дворе. Оно написано для сопрано и альта в сопровождении виолончели, гобоя, теорбы, струнных и basso continuo. Вокальная партия представляет собой поочерёдное исполнение арий солистами и завершающий дуэт. Арии в музыкальном плане типичны для итальянской и венской музыки того периода и имеют много общего с произведениями других женщин-композиторов эпохи.
Кроме того, при дворе были исполнены две оратории Гримани: «Встреча Марии и Елизаветы» (итал. La visitazione di Elisabetta) в 1713 году (повторное исполнение в 1718) и «Усекновение главы Иоанна Крестителя» (итал. La decollazione di S Giovanni Battista) в 1715 году. Автор либретто неизвестен. После 1718 года упоминания имени Гримани больше не встречаются.